# Заря Озёры
«Заря Озёры» — еженедельное печатное издание городского округа Озёры.

## История
Первый номер газеты был опубликован 1 мая 1923 года под названием «Красный ткач». Был издан десяток номеров, после чего газета была переименована. В то время газета выходила один раз в месяц.
В том же году газету переименовали на «Красные Озёры», после на «Голос ударника».
«Красные Озёры» — орган Озёрского райкома ВКП (б), РиКД и РСРС Московской области. К моменту пятой годовщины с дня существования газета выпускалась дважды в неделю.
В 1933 году работала выездная редакция.
Название «Голос ударника» просуществовало 18 лет. В годы Великой Отечественной войны газета выпускалась без перерывов. Следующее название газеты — «Заря коммунизма», которое появилось 1 апреля 1953 года. В 1969 году газета получила название «Заря» — орган Озёрского ГК КПСС и городского Совета депутатов трудящихся.
Газета была печатным органом Озёрского городского Совета народных депутатов и ГК КПСС до 1991 года.
Учредителями газеты в 1992 году стали Озёрский Совет народных депутатов и администрация Озёрского района Московской области, а в 1993 году — администрация Озёрского района Московской области. На тот момент газета выходила трижды в неделю, тираж составляет 2700 экземпляров.
Главный редактор газеты Нина Алексеевна Полякова.
Адрес редакции: Московская область, город Озёры, пл. Советская, д. 1.
По состоянию на 2006 год формат газеты А3, тираж 1800 экземпляров.
Редакция газета основала Школу юнкора. В 2016 году коллектив газеты стал лауреатом губернской премии «Наше Подмосковье» в номинации «Больше чем профессия».